# Linux文档计划
Linux文档计划，是一个全部由志愿者维护的项目，主要是收集GNU和Linux相关的在线文档。LDP计划开始于黑客以及用户之间共享他们的文档，这些文档主要针对有一定经验的用户，比如一个专业的系统管理员，不过也有一些入门教程。

## 历史
LDP计划起源于一个1992年的FTP站点，1993年时在MetaLab接入互联网，据说这是第一个Linux相关的网站。
如今，LDP计划有更多的作者，提供了超过475份文档，许多的文档都有整书那么长，而且大部分的文档都可以通过技术书籍出版商O'Reilly得到印刷版。
2008年9月1日起，LDP计划开始提供维基服务，以便作者和用户之间更方便的互动。

## 内容
LDP计划有许多的How-To文档，指导用户按照指定的步骤操作，以达到某个特定的目的。这些目的有时候是很具体的，比如配置某个调制解调器，也很可能是很宽泛的，比如如何针对某个互联网服务提供商管理网络。
宽泛的课题通常分类在“指导“类里，通常是整书的长度，比如安全配置或网络配置，LDP计划还会发布常见问题集，软件手册和其他文档，还有两种网络杂志——Linux公报和Linux聚焦。
LDP的文档大部分都是以GNU自由文档许可证（GFDL）发布，不过也有的使用其他的许可证，只要它们允许自由发布，通常建议是使用GFDL。
Linux网络管理员指南是其中的一本书。

## 引用来源
1. ↑  Library Trends – March 22, 2005 -  Strategies and technologies of sharing in contributor-run archives.- Jones, Paul   （页面存档备份，存于）, part 1, retrieved 2008-09-29